# Onthophagus dicella
Onthophagus dicella là một loài bọ cánh cứng trong họ Bọ hung (Scarabaeidae).